# Circuit Zolder

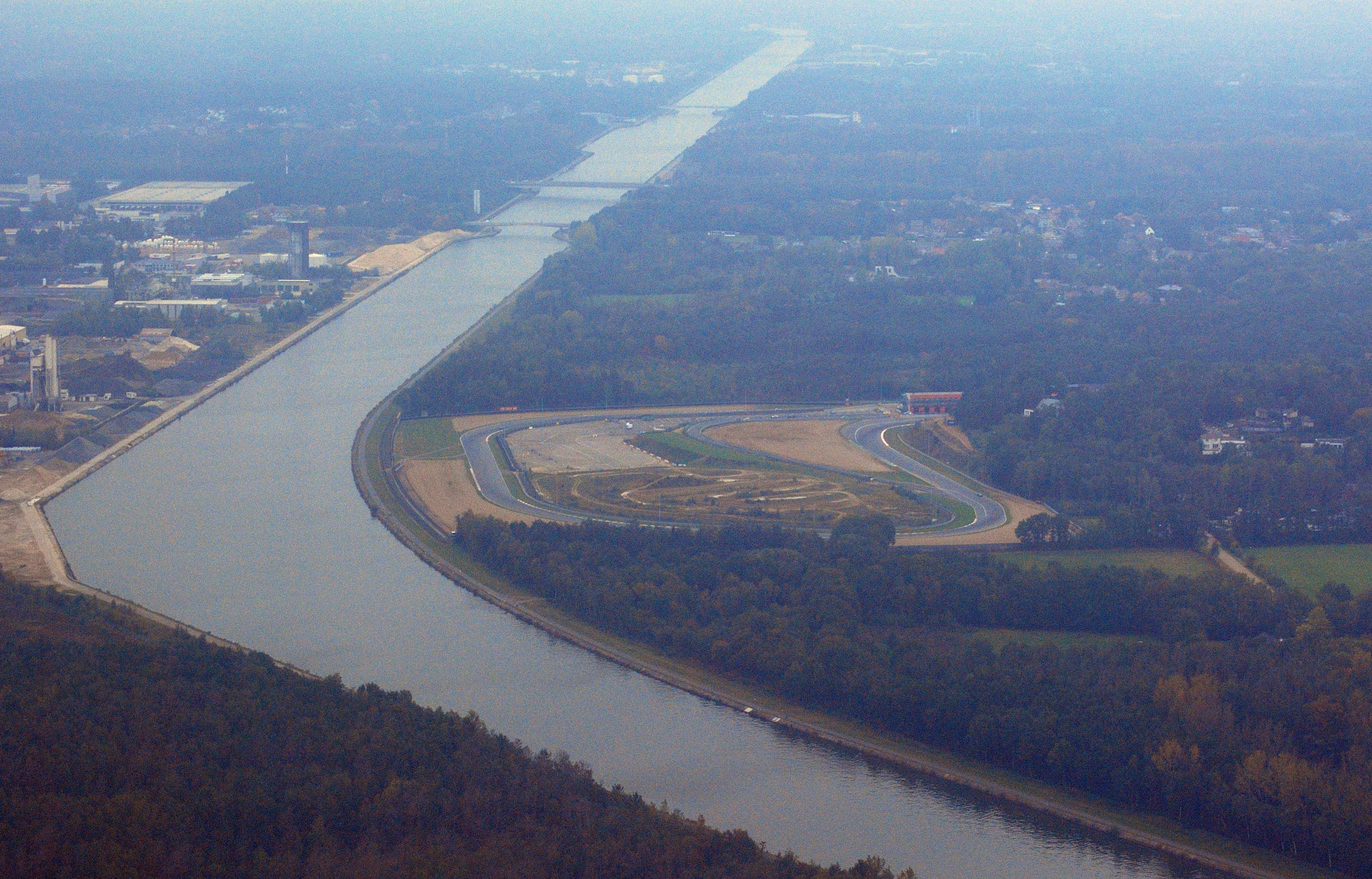
Zuidwestelijk deel met de Sterrenwachtbocht

Circuit Zolder (ook: Circuit van Terlaemen of Omloop van Terlaemen) is een Belgisch racecircuit gelegen bij het dorp Viversel, behorend tot de gemeente Heusden-Zolder. Meerdere nationale en internationale wedstrijden uit de autosport, maar ook het wielrennen en BMX, zijn jaarlijks te gast op het circuit. De bekendste race op dit circuit is de 24 uur van Zolder.

## Geschiedenis
Het huidige circuit kreeg gestalte in het begin van de jaren zestig, toen de lokale motorclub AMC Bolderberg die sinds 1961 al wedstrijden organiseerde op zijn voorloper "omloop Terlaemen", besliste om de zaken grondiger aan te pakken en een circuit liet ontwerpen door de Nederlander John Hugenholtz sr. De officiële opening kwam er op 19 juni 1963.
Al in 1964 werd de eerste Formule 2 race georganiseerd en in de daaropvolgende jaren kreeg de omloop steeds meer internationale uitstraling. Door de boycot van Spa-Francorchamps om veiligheidsredenen, kwam Zolder vanaf begin jaren 70 in de running voor het organiseren van de Grand Prix Formule 1 van België. In 1972 viel de eer nog te beurt aan het splinternieuwe Circuit Nijvel, maar in 1973 was het eindelijk raak. Op het allerlaatste ogenblik dreigde er nog een kink in de kabel te komen toen bleek dat het asfalt niet overal opgewassen was tegen het vermogen van de bolides, en er protest kwam van de piloten. In allerijl werden de nodige aanpassingen uitgevoerd waarna de wedstrijd alsnog van start kon gaan.
De baan was oorspronkelijk 4,2 kilometer lang en heeft nu een lengte van 4,011 kilometer. De basisvorm van de omloop bleef al die jaren vrijwel ongewijzigd. In afwachting van de komst van de Formule 1 werd in 1972 een chicane gebouwd om de snelheid bij het oprijden van de Sacramentshelling te drukken, in 1975 werd de Jacky Ickx-chicane aangepast en in 1986 werd de Villeneuve-chicane aangelegd.
In 1974 was het opnieuw de beurt aan Nijvel, maar daarna zou de Formule 1 tot 1982 in Zolder blijven. Na de heropening van Spa-Francorchamps voor de Formule 1 in 1983 kwam de Grand Prix nog een laatste keer naar Zolder in 1984.
Circuit Zolder werd internationaal mede bekend door het dodelijk verongelukken van Gilles Villeneuve die in een ultieme poging om de pole-positie te veroveren voor de Grand Prix in 1982 met zijn Ferrari tegen de RAM van Jochen Mass knalde die zijn uitloopronde reed.
Op en rond het circuit werd ook een aantal keren wielerwedstrijden georganiseerd. In 1969 en 2002 zelfs het WK op de weg, respectievelijk gewonnen door Harm Ottenbros en Mario Cipollini. In 1970, 2002 en 2016 werd het WK veldrijden georganiseerd.
In 2006 werd de omloop voorzien van een nieuwe asfaltlaag. Op 5 april 2007 werd er begonnen aan het verbouwen van een nieuwe chicane voor de sacramentsheuvel en aan de verbreding van de pitstraatuitgang.
Op 26 augustus 2007 werd er voor het eerst op het circuit een ChampCar-race georganiseerd. Het circuit werd aangepast aan de eisen van ChampCar o.a. de chicane voor de sacramentsheuvel werd gewijzigd. Deze race werd gewonnen door Sébastien Bourdais. In 2008 had de Grand Prix ook normaal door moeten gaan, maar door de fusie van ChampCar met IRL ging dit niet door.
Sinds 2008 wordt er jaarlijks de 24 uren van Zolder voor fietsen verreden door amateurs, beloftes, eliten zonder contract en ex-beroepsrenners.
Van 2008 tot 2011 werd er ook een Superleague Formula race gehouden. In 2010 en 2011 werd er een manche van het World Touring Car Championship (WTCC) verreden. In 2011 vond er een wedstrijd van het FIA GT1 World Championship plaats.
In het weekend van 17-18-19 mei 2019 en na 17 jaar afwezigheid keerde de DTM (Deutsche Tourenwagen-Masters) terug naar Circuit Zolder.

## BMX Zolder
Sinds 2008 is er ook BMX-sport op Circuit Zolder. Sinds 2011 vinden hier elk jaar twee rondes van European Cup plaats. In 2015 was BMX Zolder de gastheer voor de UCI BMX World Championships.
Van 23 t.e.m 27 juli 2019 en voor het eerst in de geschiedenis van de BMX-sport, vonden de UCI BMX World Championships terug plaats op de baan in Zolder. 

## Uitslagen geredenFormule 1-wedstrijden
| Uitslagen Grand Prix van België (Zolder) | Uitslagen Grand Prix van België (Zolder) | Uitslagen Grand Prix van België (Zolder) | Uitslagen Grand Prix van België (Zolder) |
| Jaar                                     | Coureur                                  | Auto                                     | Auto                                     |
| Jaar                                     | Coureur                                  | Constructeur                             |                                          |
| ---------------------------------------- | ---------------------------------------- | ---------------------------------------- | ---------------------------------------- |
| 1973                                     | Jackie Stewart                           | Tyrrell                                  |                                          |
| 1975                                     | Niki Lauda                               | Ferrari                                  |                                          |
| 1976                                     | Niki Lauda                               | Ferrari                                  |                                          |
| 1977                                     | Gunnar Nilsson                           | Lotus                                    |                                          |
| 1978                                     | Mario Andretti                           | Lotus                                    |                                          |
| 1979                                     | Jody Scheckter                           | Ferrari                                  |                                          |
| 1980                                     | Didier Pironi                            | Ligier                                   |                                          |
| 1981                                     | Carlos Reutemann                         | Williams                                 |                                          |
| 1982                                     | John Watson                              | McLaren                                  |                                          |
| 1984                                     | Michele Alboreto                         | Ferrari                                  |                                          |